# Bazilika svatého Ambrože (Milán)
Bazilika svatého Ambrože v Miláně (it.Basilica di Sant'Ambrogio) je starobylý římskokatolický chrám v románském slohu v italském kraji Lombardie.

## Historie
Bazilika je jednou z nejstarších církevních staveb v Miláně a kázal ji postavit svatý Ambrož v letech 379-386 na místě pohřbení mnoha mučedníků z dob římského pronásledování křesťanů. Chrám se původně jmenoval basilica Martyrum.
Svatý Ambrož přišel do Milána, aby se ujal biskupského úřadu v kraji, kde jednotlivé církve byly ve vzájemném sporu mezi ariánstvím a nicejským vyznáním víry a také kvůli mnoha místním problémům. Ambrož stál pevně na straně stoupenců nicejského vyznání a chtěl, aby severní Itálie zůstala spojencem papežství.
Svatý Ambrož se snažil vítězství nicejské víry zajistit prostřednictvím kázání i staveb. Nechal postavit tři nebo čtyři kostely v okolí města,jejichž názvy byly: bazilika Apostolorum (nyní San Nazaro v Brolo nebo San Nazaro Maggiore), bazilika Virginum (nyní San Simpliciano) a bazilika Martyrum (která byla později přejmenována na jeho počest). Čtvrtý kostel, bazilika Salvatoris (později San Dionigi, zbořený v 17. století), nemusel však pocházet ze 4. století. Tyto kostely byly zasvěceny jako protiariánské a jako symboly bohatství a moci nicejské strany v Miláně.
Budova baziliky prošla několika restauracemi a částečnými přestavbami a dnešní podobu získala ve 12. století, kdy byla přestavěna v románském slohu. Původně se bazilika nacházela mimo římské hradby Milána, ale během následujících staletí se kolem ní rozrostlo město. Stala se centrem náboženského života a v chrámu se vytvořilo společenství kanovníků. V roce 789 byl v areálu baziliky založen klášter. Kanovníci si však místo zániku zachovali vlastní komunitu a identitu. Baziliku sdílely dvě samostatné, odlišné řeholní komunity. V 11. století přijali kanovníci řeholi a stali se řeholními kanovníky. Dvě věže symbolizují rozdělení baziliky. Torre dei Monaci ("Věž mnichů") z 9. století sloužila mnichům ke svolávání věřících na mnišské mše. Mniši se částečně živili z darů, které věřící přinášeli po mši. Kanovníci však neměli zvonici a nesměli zvonit, dokud si ve 12. století nedokončili vlastní věž (na severní straně).

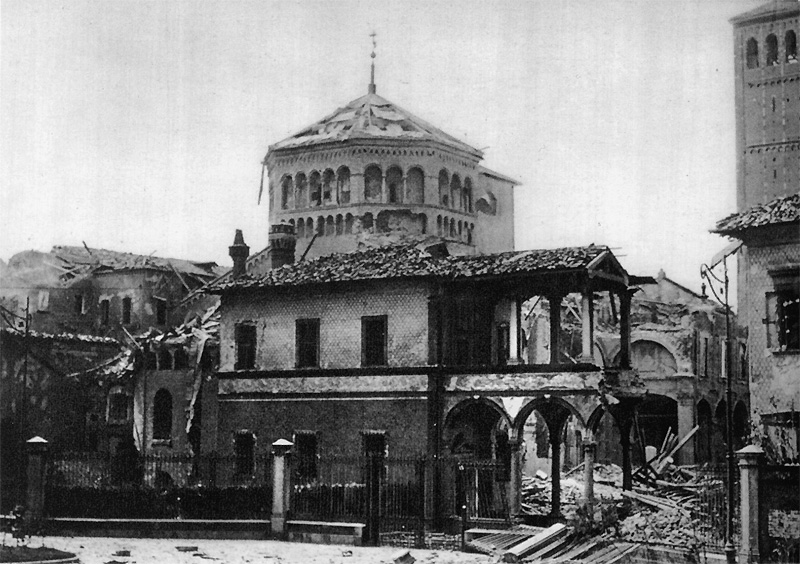
Bazilika po anglo-americkém bombardování v roce 1943

Klášter a církev se staly velkými vlastníky půdy v severní Itálii a na území dnešního švýcarského kantonu Ticino. Dne 4. srpna 1528 zde byla podepsána dohoda mezi šlechtickými a lidovými frakcemi města, známá jako "mír svatého Ambrože". V roce 1492 benediktini pověřili Donata Bramanteho, stavebního architekta baziliky svatého Petra, renovací nové fary. Bramante rovněž realizoval dostavbu dvou křížových chodeb a arkádový vchod Portico della Canonica.
V srpnu 1943 spojenecké bombardování těžce poškodilo baziliku, zejména apsidu a její okolí. V důsledku toho byla postavena nová budova, natřená na růžovo, v níž byly umístěny kanceláře opata a muzeum.

## Popis

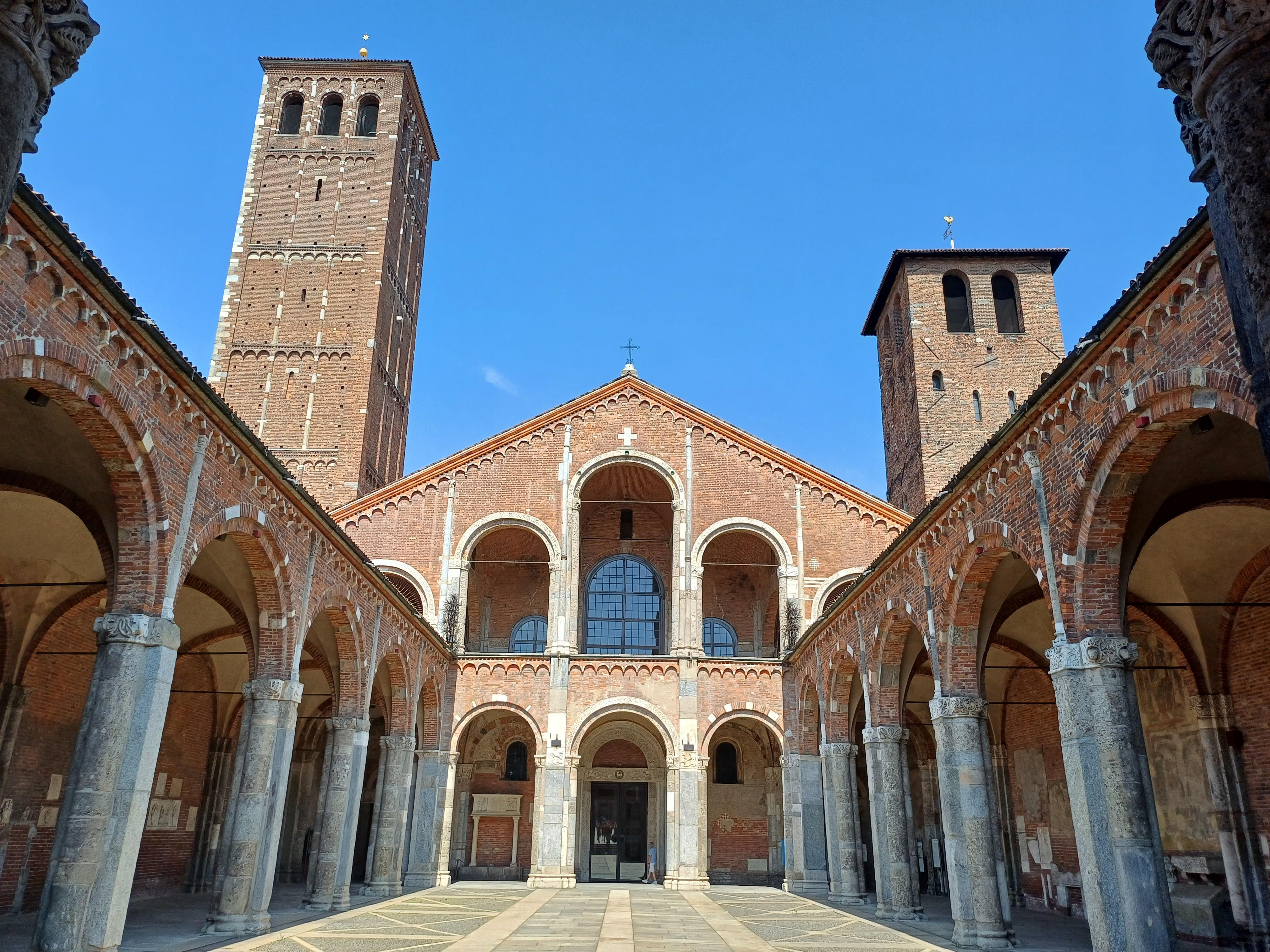
Vrcholové průčelí se vstupním portikem

Kostel je postaven převážně z cihel různého původu a barev, místy z kamene a bílé omítky. Románský kostel v dnešní podobě se začal stavět kolem roku 1080. Loď pochází z doby kolem roku 1128 a žebrové klenby lodi jsou z doby kolem roku 1140. Stavba se skládala se z centrální lodi osvětlené bazilikálním oknem, dvou bočních lodí, apsidy a atria. Oltář se nachází přibližně na stejném místě jako v době svatého Ambrože a zdá se, že sloupy ciboria nad oltářem nebyly nikdy narušeny; stále spočívají na původní dlažbě. Během několika restaurací byl zachován původní půdorys baziliky s apsidou a dvěma loděmi, všechny s apsidami, a portikus s oblouky podepřenými polosloupy a pilastry před vchodem, jenž sloužil také ke shromáždění katechumenů, kteří se před přijetím křtu účastnili části mše (tento zvyk zanikl na počátku 11. století); portikus, jehož vchod má čtyři slepé arkády s otevřenou arkádou uprostřed, byl později využíván pro občanská a náboženská setkání.

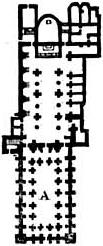
Půdorys baziliky sv.Ambrože v Miláně

### Exteriér
Vrchol průčelí má dvě řady lodžií: nižší řada má tři oblouky o stejném rozpětí, které navazují na o něco vyšší oblouky portiku. Horní lodžie sloužila biskupům k žehnání věřících.
Arkádu portika podpírají pilíře lemované polosloupy. Ty mají dvojité archivolty, zatímco horní rám portiku zdobí lombardské pásy, které se opakují i na fasádě. Od středů pilířů vycházejí tenké lizény, které dosahují až k hornímu rámu. Hlavice sloupů zdobí zvířata (lvi, divočáci) a lidské postavy (většinou hlavy, ale také andělé a další) a rovněž rostlinné či fantastické motivy předrománského původu.
Pod narthexem, mezi středním portálem a portálem levé lodi, se nachází sarkofág Pietra Candida Decembria z 15. století. Střední portál je lemován dvěma vícesloupovými pilíři a má archivolt s dekorativními prvky sásánovské inspirace.

### Interiér

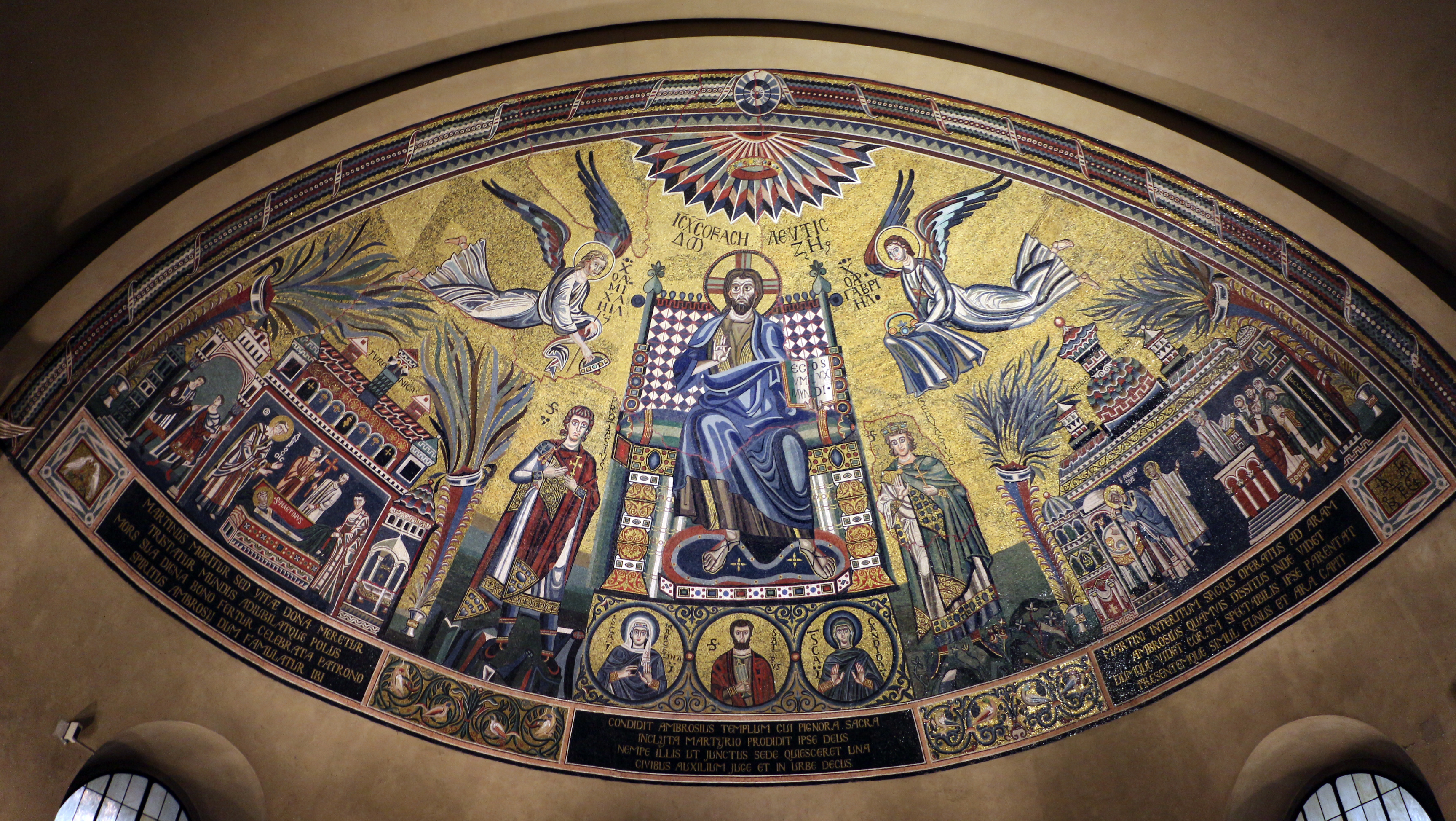
Vykupitel mezi svatými Gervasiem a Protasiem, 4.-8. století, s restauracemi z 18. století.

Bazilika má půlkruhovou apsidu a menší půlkruhové kaple na konci uliček; nemá transept. Vnitřní prostor má stejnou velikost jako vnější portikus. Strop tvoří valené klenby s ogivy, z nichž každá je podepřena vlastním polopilířem nebo polosloupem, které ve spodní části tvoří jediný pilíř. Rozpětí uliček měří přesně polovinu rozpětí v lodi a jsou podepřeny menšími pilíři. Matroneum (galerie) nad uličkami podpírají klenby, ale vylučují bazilikální okna. Ve třetím středním rozpětí vlevo se nachází románský ambon nebo kazatelna z 12. století, postavená na již existující kazatelně z 9. století, která využívá jako základnu římský sarkofág ze 4. století, tradičně známý jako Stilichův sarkofág. Přední stranu ambonu zdobí dva pozlacené měděné reliéfy, na nichž jsou vyobrazeny symboly dvou evangelistů, svatého Matouše (modlící se muž) a svatého Jana (orel).
Pod pláštěm kupole, v posledním rozpětí lodi, se nachází presbytář s hlavním oltářem uprostřed. Ten byl realizován v letech 824-859 Volviniem. Jeho součástí je zlaté antependium s drahými kameny po obou stranách. Nad oltářem je umístěno ciborium, které nechal postavit milánský arcibiskup Angilbert II. Má čtyři sloupy z červeného porfyru a po obou stranách jsou umístěny basreliéfy zobrazující Krista se svatým Petrem a svatým Pavlem (přední strana), svatého Ambrože přijímajícího poctu od dvou mnichů za přítomnosti svatých Gervasia a Protasia (zadní strana), svatého Benedikta přijímajícího poctu od dvou mnichů (levá strana) a svatou Scholastiku přijímající poctu od dvou mnišek (pravá strana).

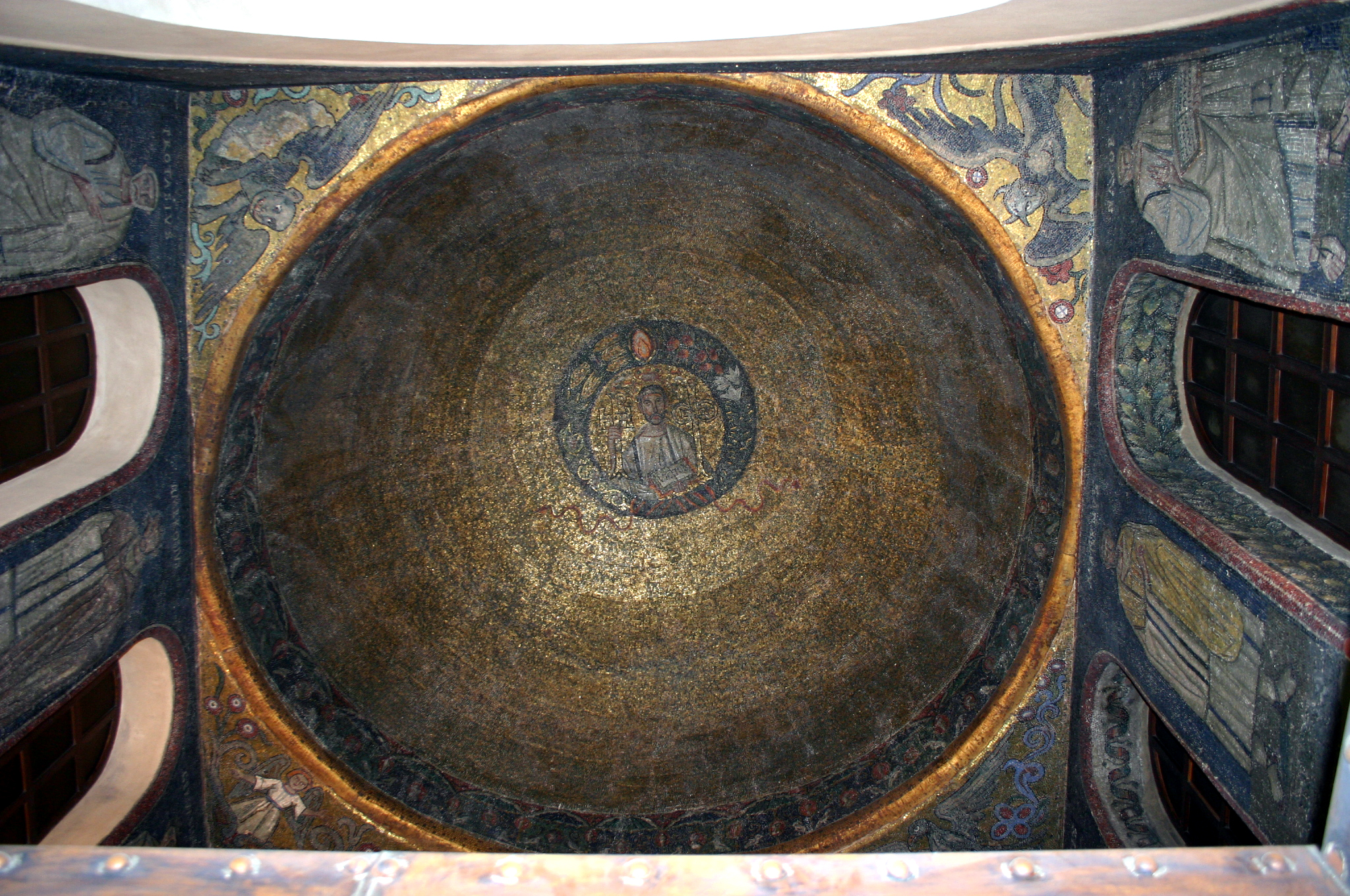
San Vittore in Ciel d'Oro – strop oratoře

V apsidě se nachází mozaika z počátku 13. století, která zobrazuje Krista Pantokratora se svatými Gervasiem a Protasiem, a po stranách se nacházejí výjevy ze života svatého Ambrože. Mozaika v apsidě byla po poškození během druhé světové války výrazně restaurována.

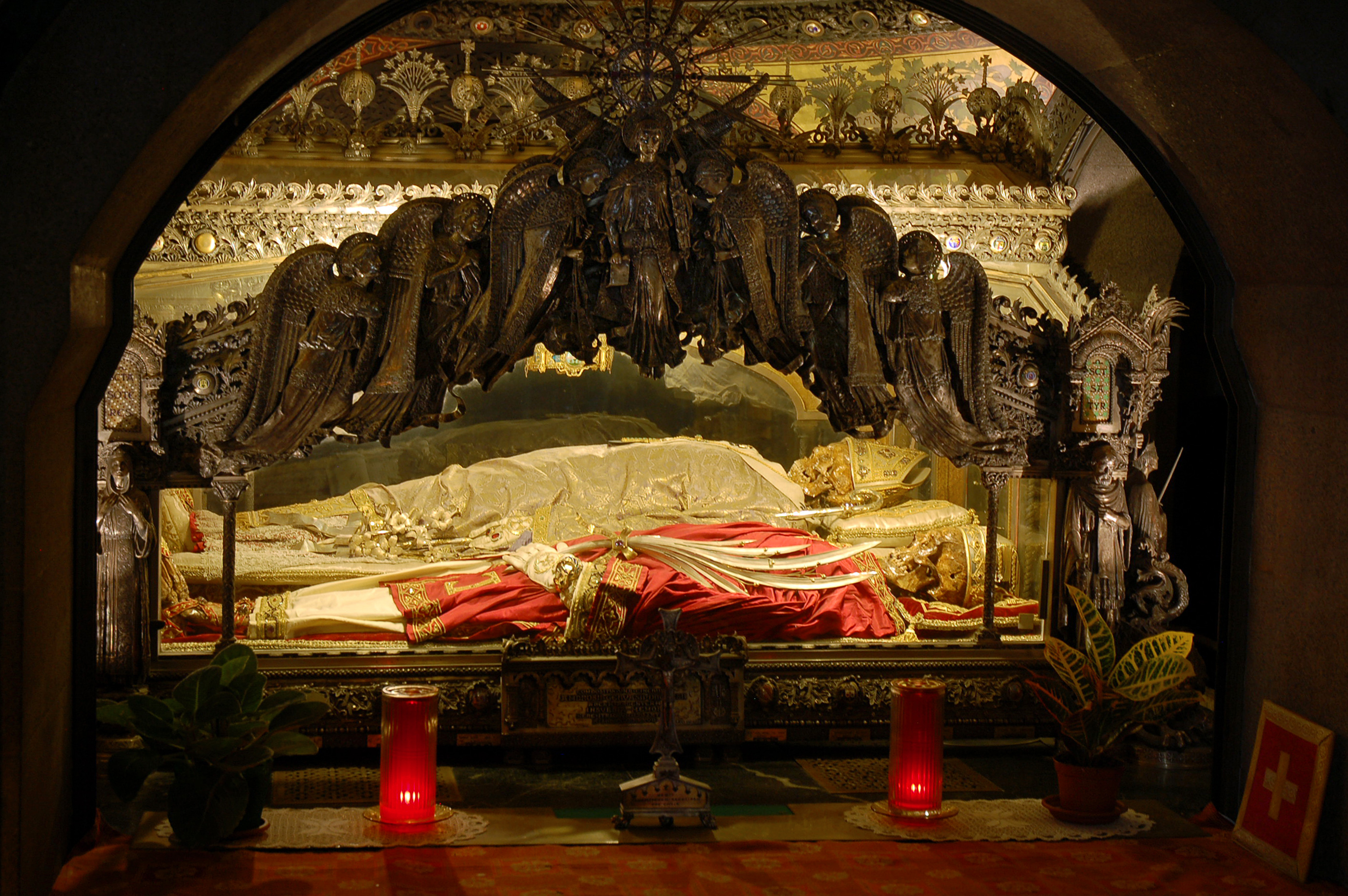
Krypta – reliéfní stříbrná urna s kostrami svatých Ambrože, Gervasia a Protasia

Oratoř San Vittore in Ciel d'Oro byla původně samostatně stojící kaple, která byla údajně postavena ve 4. století, a tedy ještě před vznikem kostela, a kterou nechal postavit biskup Maternus, aby v ní byly uloženy ostatky svatého Vittora. Biskup Ambrož v kapli údajně pohřbil svého bratra San Satira. Mozaiky na stěnách a stropě byly vytvořeny v 5. století; patří k nim jeden z prvních portrétů svatého Ambrože. Ve středu pozlaceného stropu kupole se nachází vyobrazení svatého patrona.
V bazilice se nachází také hrobka císaře Ludvíka II., který zemřel v Lombardii v roce 875. Krypta, která se nachází pod hlavním oltářem, byla vybudována v 9. století a jsou v ní uloženy ostatky tří světců, kteří jsou zde uctíváni: Ambrože, Gervasia a Protasia. Současná podoba krypty pochází z restaurování v 18. století, které nechal provést kardinál Benedetto Erba Odescalchi, a z dalších z následujícího století, kdy byla těla tří světců přemístěna do stříbrné urny v prostoru pod ciboriem.

## Zajímavosti
Bezprostředně vedle baziliky stojí bílý mramorový sloup se dvěma otvory. Podle legendy je udělal ďábel, který do sloupu udeřil svými rohy, protože nemohl svést svatého Ambrože k pokušení. Proto se tomuto sloupu říká Ďáblův sloup (Colonna del Diavolo).
V menší kapli svatého Zikmunda byl korunován císař Karel IV. na krále lombardského roku 1355. Na hlavu mu posadili tzv. Lombardskou železnou korunu, která za tím účelem byla přivezena z Monzy.
V přilehlém klášteře se nachází katolická univerzita.